# بربارة روز
بربارة روز (بالإنجليزية: Barbara Rose)‏ (و. 1936  م) هي ناقدة فنية، ومؤرخة الفن، ومؤلفة، وكاتِبة، وصحفية، وأمينة متحف أمريكية، ولدت في واشنطن.

## التعليم
تعلمت في كلية بارنارد.